# Hydrozagadka. Kto zabiera polską wodę i jak ją odzyskać
Hydrozagadka. Kto zabiera polską wodę i jak ją odzyskać – książka Jana Mencwela wydana w lipcu 2023 w Warszawie przez Wydawnictwo Krytyki Politycznej dotycząca problematyki gospodarowania wodą i ochrony terenów podmokłych.

## Opis
Mencwel w reportażu opisał zjawiska regulowania i zatruwania zbiorników wodnych, wycinania lasów oraz rolnictwa przemysłowego i wynikających z tego problemów coraz częstszych w Polsce susz, zanikania terenów podmokłych oraz groźby braku wody. Autor zauważa, że jest to efekt nie tylko zmian klimatycznych, lecz także nieprzemyślanych decyzji na poziomie lokalnym oraz greenwashingu. W książce przedstawiono stanowiska oraz pomysły rozwiązań na ocalenie rzek, jezior, moczarów i lasów zaprezentowane przez hydrologów, rolników, naukowców. Przedstawiono także przykłady inicjatyw oddolnych nastawionych na ochronę krajobrazu wodnego, realizowanych przez takie osoby jak: Józef Drzazgowski, Daniel Petryczkiewicz, Cecylia Malik i kolektyw Siostry Rzeki, Wiktor Kotowski, Stanisław Tołpa, Tomek Niewczas, Patryk Kokociński, Michał Zygmunt.
W recenzjach, przykładowo, zwracano uwagę, że książka jest aktualna i dotyczy ważnych problemów. Język Mencwela opisano jako obrazowy, odwołujący się do wyobraźni, a przytaczane dane osadzone w dotykającym czytelnika kontekście. Autor nie ucieka przed nazywaniem problemów, w tym wymienianiu osób odpowiedzialnych za konkretne projekty.

## Odbiór
„Hydrozagadka…” została w 2023 nominowana do nagrody Grand Press w kategorii Książka Reporterska Roku.